# San Girolamo (Parmigianino)
San Girolamo è un dipinto a olio su tavola (28x56 cm) già attribuito al Parmigianino e conservato in collezione privata. Già ritenuta opera del maestro riferibile al 1530-1533 circa, in seguito a un approfondito esame successivo al passaggio in asta da Sotheby's la tavola è stata incontrovertibilmente dichiarata un falso, obbligando la casa d'aste a un cospicuo risarcimento per l'acquirente.

## Storia
"Scuola fiamminga del XVI secolo" era l'attribuzione legata a quest'opera quando venne rintracciata in una collezione privata, prima che Di Giampaolo, nel 1991, l'assegnasse con decisione al Parmigianino. La data proposta oscillava entro i primi anni del secondo periodo parmense dell'artista, ovvero il 1530 e il 1533, avvicinandosi stilisticamente a opere come la Conversione di san Paolo, il San Rocco e un donatore e la Madonna di San Zaccaria: in quest'ultima opera il volto del san Zaccaria è pressoché identico a quello di Girolamo.
Fece sicuramente da ispirazione il San Girolamo del Correggio, oggi alla Real Academia de Bellas Artes de San Fernando di Madrid, da cui riprese il gesto, anche se salta agli occhi la diversa composizione nelle due opere: se per Correggio lo spazio è essenzialmente bidimensionale, in quest'opera lo sguardo dello spettatore è condotto gradualmente in profondità. Un disegno al Getty Museum (inv. 87.G.B.9 v.) era inoltre ritenuto una possibile prima idea per il crocifisso scorciato.
Nonostante il parere favorevoli di numerosi esperti e l'inclusione del dipinto nei principali cataloghi del pittore degli ultimi quindici anni, l'analisi scientifica ha rivelato l'incontrovertibile presenza di colori moderni, incompatibili con il XVI secolo, e non riferibili a un eventuale restauro o ridipintura. A fronte di queste prove, la casa d'arte è stata costretta a rimborsare 842.500 dollari al compratore dell'asta del 2012 in cui era passato.

## Descrizione
L'opera mostra il santo anziano, con barba lunga e a mezza figura, col gomito appoggiato poco sopra il bordo inferiore e la mano destra che regge il viso, mentre la sinistra, appoggiata sul manoscritto della Bibbia da lui tradotta, impugna un Crocifisso. Lo sguardo, intensamente pensoso, è rivolto al cielo. Alla figura del santo fa da sfondo una roccia scura, che ne evidenzia le robuste membra illuminate da sinistra con notevole capacità; la metà destra mostra invece una fuga paesistica di una foresta abbarbicata alle pendici di montagne.
Piccoli accorgimenti, come la rotazione del busto e il crocifisso in scorcio, creano la profondità spaziale.